# Rhizedra lechneri
Rhizedra lechneri là một loài bướm đêm trong họ Noctuidae.